# Brande Roderick
Brande Nicole Roderick (Novato, 13 giugno 1974) è un'attrice e modella statunitense.
È conosciuta per essere apparsa nella serie televisiva Baywatch e sulla rivista Playboy.

## Filmografia parziale

### Cinema
- Starsky & Hutch, regia di Todd Phillips (2004)
- I segreti per farla innamorare (Lucky 13), regia di Chris Hall (2005)

### Televisione
- Baywatch - serie tv (2000-2001)